# Giolitti (Unternehmen)

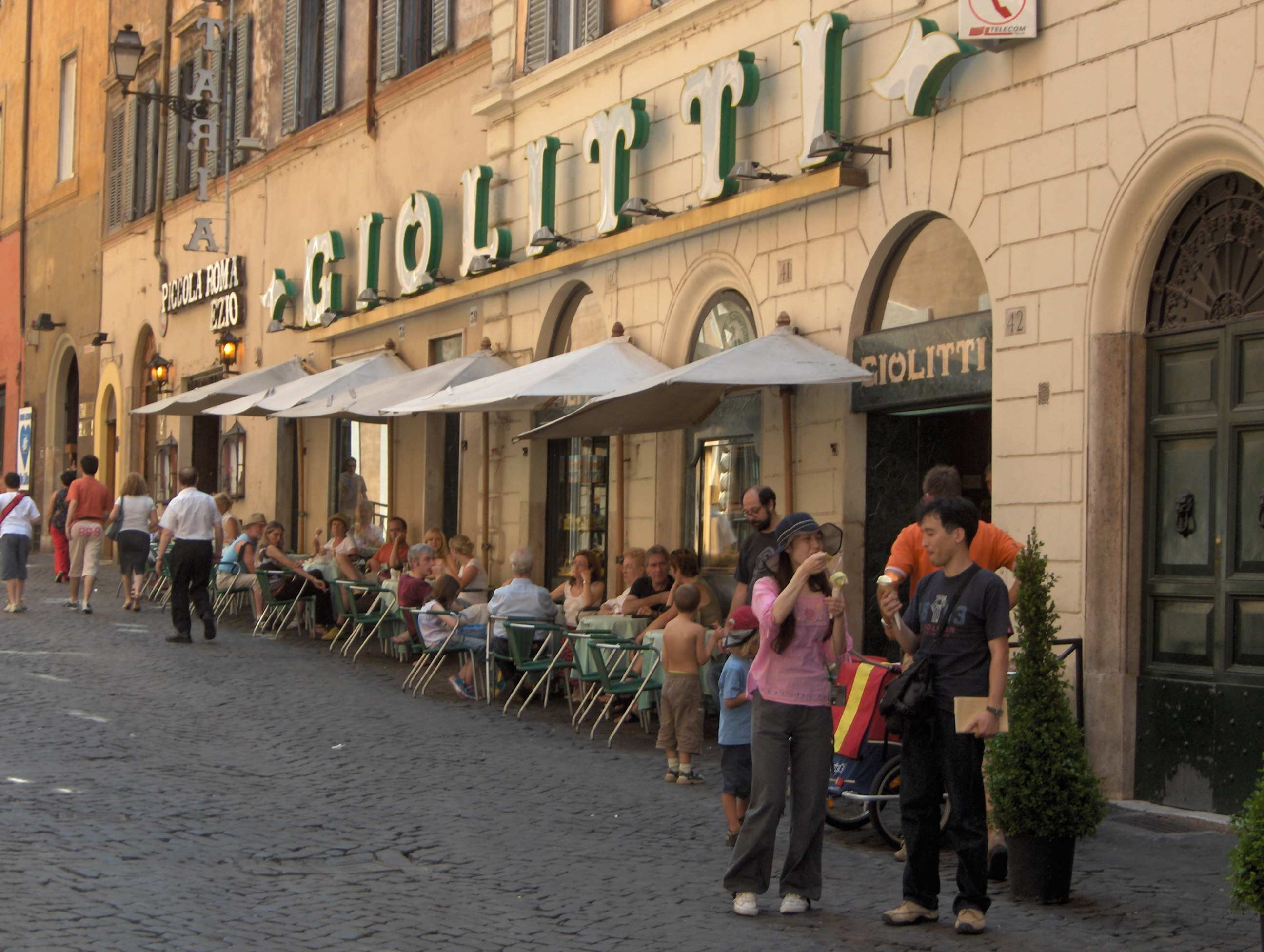
Giolitti in der Via Uffici del Vicario in Rom.

Unter der Firma Giolitti werden in Rom mehrere Ladengeschäfte betrieben, in denen Speiseeis (gelato) und Konditorwaren vertrieben werden. Am bekanntesten ist die seit dem Jahr 1900 bestehende Filiale in der Via Uffici del Vicario 40, in der Nähe des Pantheon und des italienischen Parlaments. Diese Filiale gilt als eine der bekanntesten Eisdielen der Welt.
Im Jahr 1890 gründeten Giuseppe und Bernardina Giolitti einen Milchladen (Latteria Giolitti) in der Salita del Grillo in Rom, in welcher Milch aus eigener Herstellung verkauft wurde. Binnen weniger Jahre wurden weitere Geschäfte in Rom eröffnet. Nazzareno, der Sohn von Giuseppe und Bernardina Giolitti, begann im Geschäft auf der Via Uffici del Vicario auch Speiseeis zu verkaufen. Doch erst Nazzarenos Sohn Silvano legte den Schwerpunkt auf die Produktion und den Verkauf von Speiseeis, wobei er eigene Rezepturen entwickelte, die noch heute in Gebrauch sind. Im Jahr 1960 wurde eine weitere Filiale im Römischen Viertel E.U.R. eröffnet. Daneben ist das Unternehmen auch Franchisegeber für einige Filialen im Ausland. Das Unternehmen befindet sich noch heute im Eigentum der Familie.